# Антананариву
Антананарѝву (на малгашки: Antananarivo – „Град на хиляда“) е столицата и най-големият град на Мадагаскар. Административен център е на провинция Антананариву.

## География
Намира се в централната част на острова, на надморска височина около 1500 м. Антананариву е най-големият град в страната с население 1 275 207 души (преброяване, 2018).

## История
Селището е основано около 1625 г. Става столица на царството на мерина през 1797 г. Завладените от цар Радама I територии правят Антананариву столица на почти цял Мадагаскар.
Войски на Франция завладяват града и той става част от протектората Мадагаскар през 1895 г.

## Днес
Антананариву е комуникационен, икономически и административен център на страната. В него се произвеждат хранителни продукти, цигари и текстилни изделия.
В града се намират Мадагаскарският университет и Колежът „Рурал Дамбатоб“.

## Личности
- Клод Симон (1913 – 2005), френски писател, Нобелов лауреат и роден в града